# 青南台
青南台（チョンナムデ）は韓国の大統領専用の別荘地として使用されていた保養施設である。南にある青瓦台という意で青南台と呼ばれる。現在は民間人に開放されており、市民公園または観光地として運用されている。

## 概要
青南台は全斗煥が提唱して建設が決まり、1983年6月に着工、同年12月に完工した。当初は迎春斎と呼ばれ、1986年7月18日、青南台に改名された。各大統領は毎年4～5回ほど保養を目的として青南台に滞在した。
2003年4月18日、盧武鉉は選挙公約として青南台を民間人に開放し、その管理は忠清北道が行うことになった。これにより、23年間の大統領別荘地としての青南台の歴史は終わり、市民公園となる。2007年10月18日、大統領歴史文化館が拡張開館した。

## 施設
敷地は大清湖（錦江に建設された大清ダムのダム湖）のほとりに広がる。本館は約2,700㎡の地上2階地下1階の建物で大統領の宿泊施設である。周囲にはゴルフ場、ヘリポート、池、ジョギングコースなどがある。

## 利用案内
休館　毎週月曜日、1月1日、正月、秋月

入場料　個人

大人：5,000ウォン

青少年：4,000ウォン

子供・老人：3000ウォン

## 場所
忠清北道清州市上党区文義面米川里148-31